# Louis Cortot
Pour les articles homonymes, voir Cortot.
Louis Cortot, né le 26 mars 1925 à Sombernon (Côte-d'Or) et mort le 5 mars 2017 à Saint-Mandé (Val-de-Marne), est un résistant français, membre des Francs-tireurs et partisans, compagnon de la Libération.

## Biographie
Fils d'un artisan ferblantier, Louis Cortot rejoint la résistance 
 à l'âge de quinze ans, au début de l'année 1941.
En mai 1942, il participe, avec son groupe, l'Organisation spéciale (OS), au grenadage d’un convoi de Jeunesses hitlériennes à Trappes. En juillet de la même année, il prend part à des attaques à l'explosif visant le local du Rassemblement national populaire de Boulogne-Billancourt et le bureau d'embauche des ouvriers volontaires pour le travail en Allemagne à Courbevoie.
En janvier 1944, il se joint aux Francs-tireurs et partisans (FTP) de Seine-et-Marne et participe à l'implantation d'un maquis à Saint-Mammès. À partir du mois de mai, il est chargé des liaisons entre l'État-major des Forces françaises de l'intérieur (FFI) de Seine-et-Marne et celui de Paris.
Sur proposition d'Henri Rol-Tanguy, Louis Cortot est fait compagnon de la Libération le 8 novembre 1944.
Après guerre, il  est président de l'Association nationale des anciens combattants de la Résistance et membre du Conseil de l'ordre de la Libération. Il rejoint Dassault Aviation comme ajusteur, muté au département des équipements en 1961, agent technique monteur hydraulique en 1966, et préparateur en 1976. Il prend sa retraite en 1986.
Il meurt le 5 mars 2017 à Saint-Mandé à l'âge de 91 ans. Il est inhumé dans le caveau de l’Ordre de la Libération au cimetière du Père-Lachaise.

## Distinctions et honneurs
Louis Cortot a eu les décorations suivantes :
- Grand officier de la Légion d'honneur (13 juillet 2016)[8]
  -  Commandeur de la Légion d'honneur (11 juillet 2014)
  -  Officier de la Légion d'honneur (13 mai 1996)
  -  Chevalier de la Légion d'honneur (4 octobre 1988)
- Compagnon de la Libération (décret du 8 novembre 1944)
- Croix du combattant
- Croix de guerre 1939–1945 (1 citation)
- Croix du combattant volontaire de la guerre de 1939–1945
- Croix du combattant volontaire de la Résistance